# John Pérez
John Wilmar Pérez Múñoz (Medellín, 21 febbraio 1970) è un ex calciatore colombiano, di ruolo centrocampista. Ha partecipato a Francia 1998.

## Carriera

### Club
Ha giocato prevalentemente per l'Independiente Medellín, dove è rimasto per sei anni e vi ha chiuso la carriera nel 2003; ha militato anche in Major League Soccer, con la maglia del Columbus Crew.

### Nazionale
Ha partecipato a Francia 1998.